# Bettina Urbanski
Bettina Urbanski (* 1951 in Berlin) ist eine deutsche Journalistin.
Im Anschluss an ihr Studium an der Sektion Journalistik der Leipziger Karl-Marx-Universität begann Bettina Urbanski ihre journalistische Tätigkeit bei der Berliner Zeitung im damaligen Ost-Berlin. Zu dieser Zeit war diese Zeitung das Bezirksorgan der SED und damit direkt dem Einfluss dieser Partei untergeordnet. 
Nachdem sie bereits zuvor ein Volontariat absolviert hatte, erhielt sie ab 1975 eine Anstellung als außenpolitische Redakteurin. Ab 1982 war sie stellvertretende Redakteurin im Bereich Außenpolitik. Durch Personalveränderungen infolge der Wende stieg sie 1990 zur Ressortleiterin Innenpolitik auf. Fünf Jahre später wurde sie zur stellvertretenden Chefin vom Dienst befördert. 2000 wurde sie leitende Chefin vom Dienst.
Ihr Sohn ist der Schauspieler Sebastian Urbanski.